# ジム・ダナウェイ
ジム・ダナウェイ（Jim Dunaway 1941年9月3日 - 2018年5月12日）はミシシッピ州コロンビア出身のアメリカンフットボール選手。ポジションはディフェンシブタックル。

## 経歴

### 選手時代
ミシシッピ大学でディフェンシブタックルとして活躍、1年次の1960年にチームがシュガーボウルでライス大学を14-6で破り10勝1分で全米チャンピオンとなるのに貢献した。1961年、1962年は、サウスイースタン・カンファレンスのオールチーム、オールアメリカンに選ばれる活躍で、同年に同大学がシュガーボウルでアーカンソー大学を17-13で破り、無敗で全米チャンピオンとなるのに大きく貢献した。シニアボウル、シカゴ・オールスターゲーム、コーチズ・オールアメリカボウルにも出場した。1990年に母校ミシシッピ大学の殿堂入りを果たし、1992年に同校の20世紀オールチームに選ばれた。
1963年のNFLドラフト（ドラフトが行われたのは、1962年12月3日）1巡全体3位でミネソタ・バイキングスに指名され、2年5万4000ドルのオファーを受けたが、バイキングスとは契約を結ばず、その数日前にAFLドラフト2巡全体9位で指名され、2年6万ドル以上のオファーをしたバッファロー・ビルズと1963年1月2日に契約を結んだ。1965年から1968年までAFLのオールスターに4年連続選ばれた。1964年から1965年にかけてビルズのディフェンスはTDランを17試合連続で許さなかった。
1972年は、その年パーフェクトシーズンを達成して第7回スーパーボウルを制したマイアミ・ドルフィンズに所属し、同シーズンを最後に現役を引退した。
1974年には、ワールド・フットボール・リーグのジャクソンビル・シャークス、1975年には、ジャクソンビル・エクスプレスに所属した。
2013年8月、バッファロー・ニューズより、バッファロー・ビルズのオールタイムセカンドチームに選ばれた。

### 元妻の死
1995年、妻と離婚した。1998年、元妻のノニエルがミシシッピ州マリオン郡にある自宅のプールで死んでいるのが見つかった。解剖の結果、彼女は頭蓋骨を骨折しており、プールで溺れたときに意識不明となっていたことがわかった。
彼女は死ぬ前に離婚訴訟で、800エーカー（3.2km2）の土地や毎月1,800ドルの慰謝料、ダナウェイがNFLから受け取る年金の半分を勝ち取っていた。
ダナウェイは殺人罪で起訴されたが、大陪審は彼を不起訴とした。二人の間に残された子供たちは、ダナウェイが彼の元妻の死に対して責任があると訴訟を起こした。2002年にダナウェイは子供たちに57万9000ドルを支払うよう命じられた。判決が出た後、ダナウェイは非常に失望しており、元妻の死に関与していないことを主張している。
皮肉にもダナウェイは、O・J・シンプソンとビルズで3シーズンチームメートであった。